# Greatest Hits (album Queen)
Greatest Hits – kompilacja studyjnych nagrań (od 1973 do 1981) rockowej grupy muzycznej Queen. Jest to najlepiej sprzedający się album w historii Wielkiej Brytanii (ponad 7 milionów egzemplarzy).

## Lista utworów
W poszczególnych krajach, gdzie wydawany był album, zamieszczano te utwory, które cieszyły się w danym państwie największą popularnością.

### UK 1981Greatest Hits
1. „Bohemian Rhapsody” - 5:55
2. „Another One Bites the Dust” - 3:36
3. „Killer Queen” - 2:57
4. „Fat Bottomed Girls” (wersja z singla) – 4:16
5. „Bicycle Race” - 3:01
6. „You’re My Best Friend” - 2:52
7. „Don’t Stop Me Now” - 3:29
8. „Save Me” - 3:48
9. „Crazy Little Thing Called Love” - 2:42
10. „Somebody to Love” - 4:56
11. „Now I’m Here” - 4:10
12. „Good Old-Fashioned Lover Boy” - 2:54
13. „Play the Game” - 3:33
14. „Flash” - wersja z singla - 2:48
15. „Seven Seas of Rhye” - 1:15
16. „We Will Rock You” - 2:01
17. „We Are the Champions” - 2:59

### U.S. 1981 ElektraGreatest Hits
1. „Another One Bites the Dust”
2. „Bohemian Rhapsody”
3. „Crazy Little Thing Called Love”
4. „Killer Queen”
5. „Fat Bottomed Girls”
6. „Bicycle Race”
7. „Under Pressure”
8. „We Will Rock You”
9. „We Are the Champions”
10. „Flash”
11. „Somebody to Love”
12. „You’re My Best Friend”
13. „Keep Yourself Alive”
14. „Play the Game”

### U.S. 1992Greatest Hits(Red)
1. „We Will Rock You” – 2:01
2. „We Are the Champions” – 3:00
3. „Another One Bites the Dust” – 3:37
4. „Killer Queen” – 3:00
5. „Somebody to Love” – 4:53
6. „Fat Bottomed Girls” – 3:02
7. „Bicycle Race” – 2:59
8. „You’re My Best Friend” – 2:50
9. „Crazy Little Thing Called Love” – 2:41
10. „Now I’m Here” – 4:12
11. „Play the Game” – 3:31
12. „Seven Seas of Rhye” – 4:47
13. „Body Language” – 4:29
14. „Save Me” – 3:48
15. „Don’t Stop Me Now” – 3:29
16. „Good Old-Fashioned Lover Boy” – 2:53
17. „I Want to Break Free” – 4:18

### U.S. 2004Greatest Hits: We Will Rock You Edition
Taka sama lista jak na brytyjskiej wersji 1981 Greatest Hits, z dodatkowymi utworami na końcu albumu:
1. „I’m in Love with My Car”
2. „Under Pressure” (wersja z Queen on Fire – Live at the Bowl)
3. „Tie Your Mother Down” (wersja z Queen on Fire – Live at the Bowl)

### Inne
Album wydany w Polsce, Danii, Japonii i Niemczech Zachodnich; nagrania poddano obróbce cyfrowej.
Spis utworów:
1. „Mustapha” - 3:02
2. „Bohemian Rhapsody” - 5:52
3. „Bicycle Race” - 2:59
4. „The March Of The Black Queen” - 6:03
5. „Somebody to Love” - 4:53
6. „Flash” - 2:46
7. „Killer Queen” - 2:59
8. „Another One Bites the Dust” - 3:32
9. „Don’t Stop Me Now” - 3:29
10. „Play the Game” - 3:28
11. „Great King Rat” - 5:57
12. „Save Me” - 3:48
13. „Love of My Life” (live '79) – 3:25
14. „We Will Rock You” - 2:00
15. „We Are the Champions” - 3:00

## Sprzedaż
| Kraj             | Lista   | Lista          | Lista               | Sprzedaż  |
|                  | Pozycja | Liczba tygodni | Status              |           |
| ---------------- | ------- | -------------- | ------------------- | --------- |
| USA              | 11      |                | 8x platynowa płyta  | 8 500 000 |
| Wielka Brytania  | 1       | 450            | 18x platynowa płyta | 5 400 000 |
| Niemcy           | 1       |                | 3x platynowa płyta  | 1 500 000 |
| Australia        | 2       |                | 14x platynowa płyta | 1 000     |
| Kanada           | 1       |                | 3x platynowa płyta  | 800 000   |
| Francja          | 4       |                |                     | 600 000   |
| Korea Południowa |         |                |                     | 560 000   |
| Włochy           |         |                |                     | 500 000   |
| Szwajcaria       | 5       |                | 5x platynowa płyta  | 250 000   |
| Brazylia         |         |                | platynowa płyta     | 250 000   |
| Holandia         |         |                | platynowa płyta     | 250 000   |
| Hiszpania        | 1       |                |                     | 200 000   |
| Japonia          | 9       |                | Złota płyta         | 150 000   |
| Nowa Zelandia    | 1       |                | 9x platynowa płyta  | 150 000   |
| Dania            |         |                | 2x platynowa płyta  | 100 000   |
| Finlandia        | 3       |                | 2x platynowa płyta  | 55 000    |
| Portugalia       | 1       |                | Złota płyta         | 20 000    |
| Grecja           |         |                | Złota płyta         | 20 000    |
| Singapur         |         |                | Złota płyta         | 15 000    |
| Czechy           |         |                | Złota płyta         | 10 000    |
| Hongkong         |         |                | Złota płyta         | 10 000    |
| Polska           |         |                | Złota płyta         | 10 000    |